# Brachydeuterus auritus
El burro ojón es la especie Brachydeuterus auritus, la única del género monoespecífico Brachydeuterus, es un pez marino de la familia de los haemúlidos, distribuido por la costa atlántica de África, desde Marruecos hasta Angola. Es pescado con una alta importancia comercial en los mercados.

## Anatomía
Aunque la longitud máxima normal en sus capturas es de unos 23 cm, se han descrito capturas de ejemplares de hasta 30 cm. Alcanzan la madurez con 15 cm. En la aleta dorsal tiene doce espinas duras y aproximadamente una docena de radios blandos, mientras que en la aleta anal tiene 3 espinas y 9 radios blandos. La boca es alargada y oblicua, con unos grandes ojos que le dan nombre; el color del cuerpo es gris plateado, mientras que las aletas son grises.

## Hábitat y biología
Vive en aguas poco profundas tropicales, en ambiente marino bentopelágico pegado al fondo marino, a una profundidad entre 15 y 80 metros.